# 午夜尋訪錄
《午夜尋訪錄》（英語：Midnight Record Search），是一部中国驚悚片，刘天荣自編自導，採用情境式第一人稱拍攝方法，胡可和沙溢夫妻主演，影片于2016年4月8日正式上映。

## 劇情
影片讲述了2012年1月下旬方鸿、小光、小彬三位电视台记者深入以猴戏著称的障头村走访，意圖採訪地方戲曲起源故事，却在进村之后连连遭遇怪事，之後遭遇了村中女子方丹丽正要婚禮，卻揭開了10年前村中不為人知的神秘事件，在該事件中大量牽涉其中的村民死亡卻只有年紀小的方丹丽靠某種獨特技能存活下來，但從此成了啞巴，而村中人也絕口再不提此事。
婚禮在即方丹丽卻意外失蹤，村廟裡的方丈與山中神秘守山人也行跡詭秘似乎想遠離即將發生的大事，同時另一路某藝術學院歌唱班將展開偏鄉義演活動，和一批攔路搶劫的盜匪化粧成快遞司機，兩路人也往障头村而來，一場事件即將發生。